# Fernando Carralero
Fernando Carralero García (San Fernando, Cádiz, Andalucía, España, 16 de mayo de 1986), conocido deportivamente como Carralero, es un futbolista español que inició su vida deportiva en la escuela bahía sur De San Fernando (Cádiz) a los 9 años salió hacia la cantera Del Real betis donde estuvo 11 años de su vida hasta llegar al Betis b y primer equipo (sin llegar a debutar) luego estuvo en diferentes equipos de Segunda b, donde más despuntó fue en el burgos cf que estuvo 3 años siendo Máximo goleador  con 37 goles y unos de los referentes para la afición burgalesa luego probó suerte en primera división de Rumania y al final de su carrera fue donde consiguió sus méritos deportivos más altos jugando previas de champions, uefa y consiguiendo jugar fase de grupos de la Conference League con el Lincoln red de Gibraltar,marcando 2 goles que dieron el pase al equipo,su último año lo realizó con el sanluqueño donde a sus 37 años se retiró profesionalmente, actualmente está retirado. 

## Trayectoria
Formado en la cantera Del Real betis, jugó en las categoría regionales del Real Betis Balompié debuta en el Real Betis Balompié "C" en 2005. A la temporada siguiente pasa al primer filial del Betis donde jugaría una campaña más para pasar después al Lucena C. F., C. E. Sabadell F. C., U. D. Almería "B", Arroyo C. P., Chiclana Industrial C. F. y Conil C. F., clubes en los cuales no permanecería más de una temporada completa. En 2012 ficha por el Burgos Club de Fútbol donde sería uno de los jugadores más importantes del equipo blanquinegro, y de los más queridos por la afición, siendo clave para el ascenso a Segunda B  en la temporada 2012/13, en la cual consigue veintiséis goles. Permanecería en el equipo hasta verano de 2015 cuando pasa a formar parte del Club Deportivo Ebro recién ascendido a la Segunda División B. En enero de esa misma temporada ficha por el Fotbal Club Botoșani equipo de la Liga I de Rumania.

## Clubes
| Club                      | País      | Año       |
| ------------------------- | --------- | --------- |
| Real Betis Balompié "C"   | España    | 2005-2006 |
| Real Betis Balompié "B"   | España    | 2006-2007 |
| Lucena C. F.              | España    | 2007-2008 |
| C. E. Sabadell F. C.      | España    | 2008-2009 |
| U. D. Almería "B"         | España    | 2009-2010 |
| Arroyo C. P.              | España    | 2010-2011 |
| Chiclana Industrial C. F. | España    | 2011      |
| Conil C. F.               | España    | 2011-2012 |
| Burgos C. F.              | España    | 2012-2015 |
| C. D. Ebro                | España    | 2015-2016 |
| F. C. Botoșani            | Rumania   | 2016      |
| San Fernando C. D.        | España    | 2016-2017 |
| C. P. El Ejido            | España    | 2017-2019 |
| C. D. Calahorra           | España    | 2019-2020 |
| Lincoln Red Imps F. C.    | Gibraltar | 2021-2022 |
| Atlético Sanluqueño C. F. | España    | 2022-     |